# 柳谷登山鉄道
柳谷登山鉄道（やなぎだにとざんてつどう）は、現在の長岡京市の柳谷観音（楊谷寺）付近に設置が計画された鋼索鉄道（未成線）である。

## 路線データ（計画時）
- 路線距離：旧海印寺村金ヶ原付近 - 同村浄土谷付近 1.3km[1]
- 軌間：1067mm

## 接続路線（予定）
- 新京阪鉄道洛西線一部（東長岡（長岡天神） - 海印寺・未成）[1]

ただし、新京阪と柳谷登山鉄道の駅間距離は約900m。
なお、この路線とは別に、向日町 - 楊谷寺間に同じような路線が計画され、長法寺校前には測量杭がずっと打ってあったという。また、楊谷寺の阿弥陀堂には、柳谷参道電灯線路工事有志連名の奉納額が現在も残されている。

## 歴史
- 1922年（大正11年）12月20日 鉄道敷設免許取得[2]
- 1924年（大正13年）
  - 12月 柳谷登山鉄道株式会社を設立。井上英次郎[3]が取締役社長に就く[4]
  - 7月 楊谷寺の住職が発起人脱退[5]
  - 8月 路線の測量許可を申請
- 1935年（昭和10年）5月21日 免許失効（工事施行認可申請期限切れ）[6]